# Bole (Einheit)
Bole, auch Boll, war ein im Nordseeraum verbreites Maß, dem je nach Region verschiedene Bedeutung zukam. 
Auf den britischen Inseln wurde es vorrangig als Volumenmaß verwendet. So war das Bole in England ein Volumen- und Getreidemaß, wobei 1 Bole 6 Busheln oder ¾ Quarters respektive 218,09 Liter entsprach. Die Boll in Schottland wurde ebenfalls als Volumenmaß verwendet. Hierbei entsprach 1 Boll insgesamt 4 Firlots.
Auf dem Kontinent wurde das Maß vor allem für Landbesitzungen und Äcker verwendet. Dies gilt vor allem für Schleswig, wo das Maß auch in Volle, Halbe, Viertel und Achtel eingeteilt werden durfte. In Schlesien war es ebenfalls ein Ackermaß, wobei eine Bole einer Ackerhufe entsprach. In Dänemark entsprach 1 Bole 36 dänischen Tonnen (Tønde land).